# Stadt ohne Mitleid
Stadt ohne Mitleid (Originaltitel: Town without Pity) ist ein US-amerikanischer Spielfilm aus dem Jahr 1961 nach dem Roman Das Urteil von Manfred Gregor. Regie führte Gottfried Reinhardt. Die Hauptrollen sind mit Kirk Douglas, Barbara Rütting und Christine Kaufmann besetzt. Der amerikanische Originaltitel Town Without Pity ist auch Titel eines Liedes gesungen von Gene Pitney, das dem Film als Soundtrack dient. Thema des Trauerspiels ist die erbarmungslose Doppelmoral und der Verfolgergeist in einer Kleinstadt.

## Handlung
Vier amerikanische Soldaten, stationiert in einer deutschen Kleinstadt, vergewaltigen die 16-jährige Schülerin Karin Steinhof. Deren Freund Frank Borgmann wird bei dem Versuch, seiner Freundin zu Hilfe zu eilen, bewusstlos geschlagen. In der darauffolgenden Verhandlung vor dem Militärgericht versucht der Verteidiger der Soldaten, Major Steve Garrett, die drohende Todesstrafe abzuwenden.
Ereignislüstern warten Prozesszuschauer und Stadtbevölkerung auf ein hartes Urteil für die Täter, folgen aber auch gespannt den freizügigen Einzelheiten über Karins Privatleben, die bei den Zeugenbefragungen zutage kommen. Die Journalistin Inge Körner beobachtet das Geschehen und kommentiert die Filmhandlung als Erzählerin.
Major Garrett appelliert an die Anklage und den Vater von Karin Steinhof, gegen ein Schuldbekenntnis der Soldaten die Forderung nach der Höchststrafe fallen zu lassen, und kündigt an, das Mädchen anderenfalls im Zeugenstand einer harten Befragung auszusetzen, der sie nicht gewachsen sein werde. Das Angebot gilt allerdings nur für drei der vier Verdächtigen. Die Anklage lehnt ab.
Bei Karins erstem Auftritt als Zeugin verzichtet Strafverteidiger Major Steve Garrett noch darauf, sie zu befragen. Als die Zeugenaussagen von Frau Kulig und dem Nachbarn Schmidt aber auf ein freizügiges Leben von Karin hindeuten, ist sie gezwungen, erneut in den Zeugenstand zu treten. Nun wird Karin genötigt, sich zu rechtfertigen, wobei sie sich in Widersprüche verstrickt. Zum einen werden Lügen gegenüber ihren Eltern aufgedeckt, zum anderen die Falschaussage, sie sei von den Vergewaltigern gewaltsam entkleidet worden. Ihr Vater reagiert fassungslos entrüstet und die Stadtbevölkerung hämisch und schadenfroh.
Karins Freund Frank Borgmann versucht mit ihr auf dem Krad die Stadt zu verlassen, um sie dem Gerede zu entziehen. Er wird aber nach einer Verfolgungsjagd von der Polizei angehalten und festgenommen, weil er für die Flucht Geld von seiner Mutter entwendet hat. Karin, angewidert von den auf sie gerichteten Augen der anwesenden Menschen, läuft davon und nimmt sich wenig später im Fluss, nahe dem Tatort, das Leben. Major Steve Garrett erfährt dies von Frau Körner und verlässt dann nachdenklich die Stadt.

## Synchronisation
Die deutschen Darsteller sind mit ihrer eigenen Stimme zu hören.
| Darsteller      | Rolle                        | Synchronsprecher |
| --------------- | ---------------------------- | ---------------- |
| Kirk Douglas    | Maj. Steve Garrett           | Heinz Drache     |
| E. G. Marshall  | Col. Jerome Pakenham         | Gerhard Geisler  |
| Robert Blake    | Cpl. Jim Larkin              | Werner Uschkurat |
| Richard Jaeckel | Cpl. Birdwell „Birdie“ Scott | Erich Ebert      |
| Frank Sutton    | Sgt. Chuck Snyder            | Til Kiwi         |
| Mal Sondock     | Pvt. Joey Haines             | n.n.             |
| Alan Gifford    | General Stafford             | Klaus W. Krause  |
| Fred Duerr      | Gerichtsoffizier             | Peter Capell     |

## Produktion

### Musik
Die Filmmusik wurde von Dimitri Tiomkin geschrieben, einem renommierten Filmkomponisten, der u. a. für seine Filmmusik und das Titellied des Films Zwölf Uhr mittags mit dem Academy Award für die beste Filmmusik und den besten Song ausgezeichnet worden war. Gemeinsam mit Ned Washington schrieb er auch das Titellied zum Film, das von Gene Pitney aufgenommen wurde und zu dessen erster Single avancierte, die die Top 40 der US-Charts erreichte. Pitney nahm unter dem Titel Bleibe bei mir auch eine deutsche Ausgabe von Town without Pity auf.

### Produktionsnotizen, Dreharbeiten
Produziert wurde der Film von der Gloria-Film GmbH (Berlin), The Mirisch Corporation (Hollywood) sowie der Produktionsfirma Osweg (Schweiz). Die Produktionsleitung lag bei Kurt Hartmann. Die Außenaufnahmen wurden in Forchheim und Bamberg gedreht. Zu erkennen sind u. a. der Platz vor dem Rathaus, das Nürnberger Tor und das Herder-Gymnasium in Forchheim. Weitere Aufnahmen entstanden an der Fischerei in Bamberg.
Das von Silvia Reinhardt und George Hurdalek aus Manfred Gregors Geschichte verfasste Drehbuch wurde auf Veranlassung von Kirk Douglas von Dalton Trumbo umgeschrieben, ohne dass Trumbo im Abspann genannt wurde.
Nachdem die Produzenten schon in den USA von der Motion Picture Association of America (MPAA) zu Schnitten gezwungen wurden, weil dem Film zuerst das benötigte Zertifikat vollkommen verweigert wurde, wurde der Film in Deutschland zusätzlich von 105 Minuten auf 98 Minuten gekürzt.

### Veröffentlichung
Die Uraufführung des Films fand am 24. März 1961 in der Bundesrepublik Deutschland statt, die Erstaufführung in den USA am 10. Oktober 1961 in New York. In der Schweiz lief der Film unter dem französischen Titel Ville sans pitié. In Österreich wurde der Film im März 1961 veröffentlicht, im Vereinigten Königreich und in Frankreich im November 1961. In folgenden Ländern erfolgte eine Veröffentlichung im Jahr 1962: Schweden, Dänemark, Mexiko, Finnland, Argentinien, Südafrika, Türkei. Veröffentlicht wurde der Film zudem in Brasilien, Kanada, Griechenland, Italien, Japan, Polen, Portugal, Rumänien, in der Sowjetunion, in Spanien und im damaligen Jugoslawien. Der englische Arbeitstitel des Films lautete Shocker.
Der Film wurde am 23. März 2007 von Studiocanal in einer deutschen Schnittfassung auf DVD veröffentlicht.

## Kritik

### Zeitgenössische Kritiken
Die US-amerikanische Presse sah den im Oktober 1961 anlaufenden Film auch mit Bezug auf die gerade erst zwei Monate alte Berliner Mauer, und so schrieb die New York Times am 11. Oktober 1961:
„In einer Welt, die von der schrecklichen Symbolik eines durch Stacheldraht zerteilten Berlin auseinandergerissen wird, ist es zugleich überraschend und beruhigend zu wissen, dass ein grundsätzlich beeindruckender und wirklich ehrlicher Film wie Town Without Pity gedreht werden konnte. … Sein grundlegender Fehler, so erscheint es einem Beobachter, liege in seiner Unwirksamkeit bei der Darstellung der Wut und des Aufruhrs, die von solch einem explosiven, skandalösen Ereignis verursacht würden. Man werde nur darauf aufmerksam gemacht, dass die Bürgerschaft nicht rebelliere, sondern lediglich neugierig sei, ob aus Lüsternheit oder anderen Gründen. Die Wirkung des Films werde dadurch so verringert, dass er gelegentlich einfach eine Diskussion der Feinheiten des Gesetzes zu sein scheine und wenig anderes. Dies ist jedoch ein untergeordneter Punkt. … Mr. Reinhardts akribische Regie kennzeichnet Town Without Pity als hartes, realistisches und oft einprägsames Drama.“
Der Spiegel zeigte sich in seiner Ausgabe vom 19. April 1961 weniger erfreut:
„Dank der zähen, unbeholfenen Regie Reinhardts verströmt der auf Oberflächenwirkung bedachte Film ausgiebig Langeweile. Da mehrere deutsche Tageszeitungen die vom Verleih entworfenen Inserate als anstößig zurückwiesen, soll für den Film auf ungewöhnliche Weise geworben werden: durch Postwurfsendungen (‚Schon wieder eine Vergewaltigung! – Sind unsere Töchter Freiwild?‘) an die Haushalte.“

### Spätere Kritiken
„Ein spannendes, um Differenzierung bemühtes Justiz-Drama, im Mittelpunkt der Konflikt zwischen starrer Paragraphen-Treue und humaner Rechtsprechung. Trotz einiger reißerischer Momente ernsthaft und diskussionswert.“

Cinema gab dem Film die volle Punktzahl und stellte fest „Stark.“
Kino.de sprach von einem „Justiz-Drama über Paragraphen-Treue und humane Rechtsprechung, das um Differenzierung sehr bemüht“ sei. „Etwas aufdringlich“ wurde der „permanent aus irgendeiner Musicbox in irgendeiner Kneipe und während der Credits von der Leinwand schallende Song ‚Town Without Pity‘“ sowie auch „die weibliche Erzählstimme“ empfunden. „Hauptdarsteller Kirk Douglas knüpf[e] in seiner Rolle als Verteidiger an seine Leistung in Wege zum Ruhm von 1957 an“, hieß es abschließend.
Derek Winnert meinte, es handele sich um einen liberal gesinnten Thriller, der im Gefolge von Anatomie eines Mordes gedreht worden sei und mit diesem ein gemeinsames Interesse an wilden sexuellen Details gehabt habe, die eine schlagkräftige Geschichte aufpeppen würden. Regisseur Gottfried Reinhardt filme in Deutschland mit harter Faust im expressionistischen Stil, was abstoßend sei, aber es gebe mehr als genug Interesse an der Schauspielkunst von Douglas, Kaufmann und E. G. Marshall […], um aufmerksam zu bleiben und tief in die Geschichte einzutauchen. Winnert lobte den oscarnominierten von Gene Pitney gesungenen Popsong Town Without Pity als großartig und melodramatisch.

## Auszeichnungen
- Christine Kaufmann erhielt für die Rolle der Karin Steinhof den Golden Globe Award als Beste Nachwuchsdarstellerin.
- Der Titelsong von Dimitri Tiomkin und Ned Washington erhielt den Golden Globe und wurde für den Oscar nominiert.